# 旅立ちはフリージア
「旅立ちはフリージア」（たびだちはフリージア）は、1988年9月7日にCBS・ソニーからリリースされた松田聖子の26枚目のシングル。
規格品番：07SH-3106（EP盤）10EH-3106（8cmCD）10WH-3106（コンパクトカセット）

## 解説

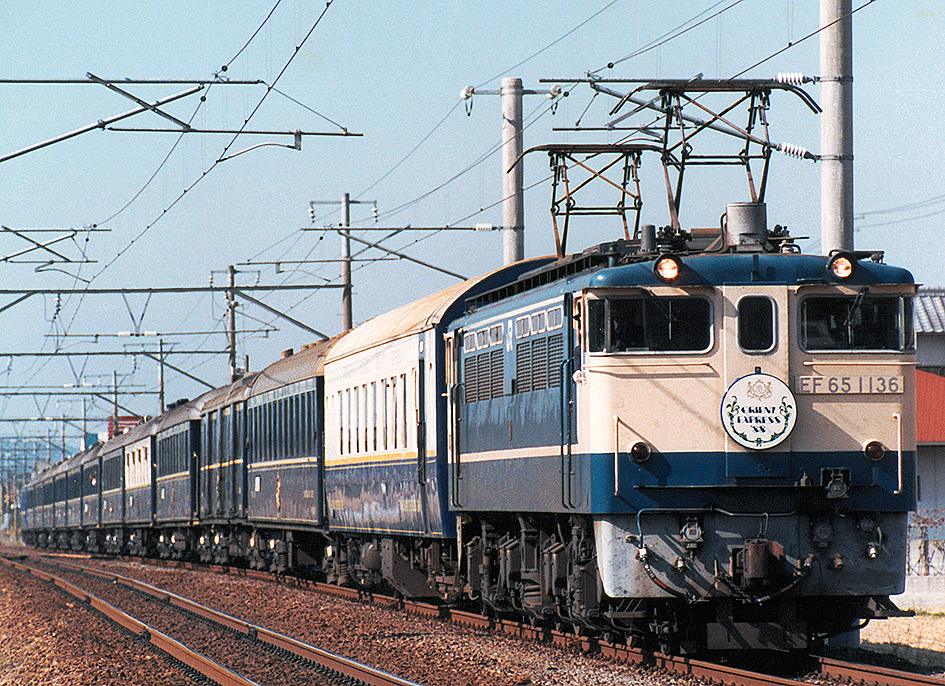
本曲のタイアップ元となった「オリエント・エクスプレス '88」

シングルA面曲としては初めて松田本人（名義はSeiko）が作詞を行った。作曲はタケカワユキヒデ。
フジテレビ開局30周年記念「オリエント・エクスプレス '88」のイメージ･ソング、フジテレビ系列「なるほど!ザ・ワールド」のエンディングに使用された。
B面「Angel Tears」は、松田本人が出演した山之内製薬『カコナール』のCMソング。松田の作品では初めて、作曲に杏里を迎えたバラード。テレビ朝日系『ミュージックステーション』など当時テレビで数回歌唱した。
レコードと8cmCDとコンパクトカセットが同時発売されており、松田のシングル作品では最後のアナログ盤レコードのリリースとなった。
オリコンでは当作品で24作連続の1位を獲得したが、次作『Precious Heart』は2位止まりとなり記録は途切れた。なお、オリコンの集計では、24作連続首位は2000年7月にB'zに更新されるまで、11年10ヶ月間最高記録を保持した。
TBSテレビ『ザ・ベストテン』には通算6週間ランクインされながら、一度も登場しなかった。その後、同番組が翌1989年9月で放送終了となるまで松田のシングルリリースは無かった為、同曲が『ザ・ベストテン』で最後のランクインとなった（ただし、1989年10月放送の『さよならザ・ベストテン』や、後年の『ザ・ベストテン』復活特番などには出演している）。
2004年には紙ジャケット仕様の完全生産限定盤12cmCDとして再びリリースされている。『Best of Best 27』の投票では第30位にランクイン。だが収録はされなかった。

## 収録曲
全編曲：井上鑑
1. 旅立ちはフリージア[4:50]
  - 作詞：Seiko／作曲：タケカワユキヒデ
2. Angel Tears[5:10]
  - 作詞：吉元由美／作曲：杏里

## 関連作品
- 旅立ちはフリージア
  - Bible II
  - Complete Bible
  - SEIKO SUITE
  - Premium Diamond Bible
  - Diamond Bible
  - SEIKO STORY〜80's HITS COLLECTION〜
  - Seiko Matsuda Hit Collection Vol.2
  - Seiko Matsuda Sweet Days
- Angel Tears
  - Complete Bible
  - Seiko Celebration
  - Touch Me, Seiko II
  - Seiko Matsuda Sweet Days